# مایا لارنس
مایا لارنس (انگلیسی: Maya Lawrence؛ زادهٔ ۱۷ ژوئیهٔ ۱۹۸۰) ورزشکار شمشیربازی اهل ایالات متحده آمریکا است.
وی در مسابقات کشوری و بین‌المللی در مجموع برندهٔ ۱ مدال برنز شده‌است.